# Siona (langue)
Cet article concerne la langue siona. Pour le peuple, voir Siona. Pour le genre de papillon, voir Siona (papillon).
Le siona est une langue tucanoane de la branche occidentale, parlée en Amazonie, en Colombie et en Équateur, le long du Putumayo par 300 personnes.

## Écriture
| a | a̱ | b | ch | d | e | e̱ | ë | ë̱  | g | i | i̱ | j | k |
| m | ñ | n | o  | o̱ | p | s | t | ts | u | u̱ | w | y |   |

## Phonologie

### Voyelles
|         | Antérieure  | Centrale    | Postérieure |
| ------- | ----------- | ----------- | ----------- |
| Fermée  | i [i] ĩ [ĩ] | ɨ [ɨ] ɨ̃ [ɨ̃] | u [u] ũ [ũ] |
| Moyenne | e [e] ẽ [ẽ] |             | o [o] õ [õ] |
| Ouverte |             | a [a] ã [ã] |             |

### Consonnes
|               |               | Bilabiale | Dentale | Palatale | Vélaire | Lab.-Vél. | Glottale      |
| ------------- | ------------- | --------- | ------- | -------- | ------- | --------- | ------------- |
| Occlusives    | Sourdes       | p [p]     | t [t]   |          | k [k]   | kʷ [kʷ]   | ʔ [ʔ]         |
| Occlusives    | Sonores       | b [b]     | d [d]   |          | g [g]   | gʷ [gʷ]   |               |
| Fricatives    | Sourdes       |           | s [s]   |          |         |           | h [h] hʷ [hʷ] |
| Fricatives    | Sourdes       |           | z [z]   |          |         |           |               |
| Affriquées    | Affriquées    |           |         | tʃ [tʃ]  |         |           |               |
| Nasales       | Nasales       | m [m]     | n [n]   |          |         |           |               |
| Semi-voyelles | Semi-voyelles | w [w]     |         | j [j]    |         |           |               |